# Landkreis Main-Spessart
 Landkreis Main-Spessart  er en landkreis  der ligger i den vestlige centrale del af Regierungsbezirk Unterfranken  i  den tyske delstat Bayern. Nabokreise er mod nord Main-Kinzig-Kreis i delstaten Hessen, mod øst landkreisene  Bad Kissingen og Schweinfurt, mod syd Main-Tauber-Kreis og  Landkreis Würzburg i Baden-Württemberg og mod vest ligger landkreisene  Miltenberg og Aschaffenburg.

## Geografi
Området er præget af floderne Main og mittelgebirgeområdet Spessart. Main kommer fra Würzburg mod sydøst i kreisområdet, og løber gennem det i nordvestlig retning, forbi administrationsbyen (kreisstadt) Karlstadt og Gemünden. Så optager den den fra øst kommende Fränkische Saale, 	 	
før den vender mod syd, og blandt andet passerer byen Lohr am Main og derefter, efter den drejer mod vest, over flere kilometer, danner delstatens grænse mod Baden-Württemberg. Vest for Main løfter landskabet Spessart sig op til en højde  af 585 m. Det højeste bjerg i Main-Spessart, Klosterkuppel  der er 552 moh., ligger i kommunen Neustadt am Main. Mod nordøst strejfer udløbere af Rhön området. Andre floder i området er, ud over  nær Main og  Fränkischen Saale, floden  Wern, der kort før Gemünden munder ud i Main, ligesom den højre biflod Sinn, videre ved Lohr munder floden af samme navn Lohr og   Hafenlohr, der også har en kommune med samme navn.

### Skibsfart
Floden Main er en betydningsfuld trafikåre, og er i sin fulde længde, udbygget med talrige opstenmninger der gør den sejlbar hele året. Indtil det et stykke ind i det 20. århundrede var der tømmerflådning på Main, hvor man fragtede tømmer fra Spessart til savværker ved Frankfurt.

## Byer og kommuner
Kreisen havde 126365  indbyggere pr.  2018-12-31

| Byer 1. Arnstein (8125) 2. Gemünden am Main (10119) 3. Karlstadt (15004) 4. Lohr am Main (15218) 5. Marktheidenfeld (11194) 6. Rieneck (1959) 7. Rothenfels (1013) Købstæder (markt) 1. Burgsinn (2366) 2. Frammersbach (4532) 3. Karbach (1439) 4. Kreuzwertheim (3917) 5. Obersinn (944) 6. Thüngen (1340) 7. Triefenstein (4380) 8. Zellingen (6377) Kommuner 1. Aura im Sinngrund (962) 2. Birkenfeld (2152) 3. Bischbrunn (1774) 4. Erlenbach bei Marktheidenfeld (2360) 5. Esselbach (2096) 6. Eußenheim (3110) 7. Fellen (848) 8. Gössenheim (1140) 9. Gräfendorf (1351) 10. Hafenlohr (1851) 11. Hasloch (1388) 12. Himmelstadt (1581) 13. Karsbach (1723) 14. Mittelsinn (805) 15. Neuendorf (830) 16. Neuhütten (1141) 17. Neustadt am Main (1267) 18. Partenstein (2839) 19. Rechtenbach (994) 20. Retzstadt (1555) 21. Roden (968) 22. Schollbrunn (903) 23. Steinfeld (2120) 24. Urspringen (1382) 25. Wiesthal (1298) |

| Verwaltungsgemeinschafte 1. Burgsinn (Købstæderne Burgsinn og Obersinn, kommunerne Aura i.Sinngrund, Fellen og Mittelsinn) 2. Gemünden a.Main (Kommunerne Gössenheim, Gräfendorf og Karsbach) 3. Kreuzwertheim (Købstaden Kreuzwertheim, kommunerne Hasloch og Schollbrunn) 4. Lohr am Main (kommunerne Neuendorf, Neustadt am Main, Rechtenbach und Steinfeld) 5. Marktheidenfeld (Byen Rothenfels, købstaden Karbach, kommunerne Birkenfeld, Bischbrunn, Erlenbach bei Marktheidenfeld, Esselbach, Hafenlohr, Roden og Urspringen) 6. Partenstein (kommunerne Neuhütten, Partenstein og Wiesthal) 7. Zellingen (Købstæderne Thüngen og Zellingen, kommunerne Himmelstadt og Retzstadt) | Kommunefri områder (203,70 km²) 1. Bischbrunner Forst (28,25 km²) 2. Burgjoß (23,13 km²) 3. Forst Aura (23,42 km²) 4. Forst Lohrerstraße (21,35 km²) 5. Frammersbacher Forst (16,81 km²) 6. Fürstlich Löwensteinscher Park (30,67 km²) 7. Haurain (3,14 km²) 8. Herrnwald (2,99 km²) 9. Langenprozeltener Forst (8,66 km²) 10. Michelriether Forst (2,94 km²) 11. Partensteiner Forst (19,36 km²) 12. Rothenberg (5,18 km²) 13. Ruppertshüttener Forst (17,82 km²) |